# Eurypon clavatella
Eurypon clavatella är en svampdjursart som beskrevs av Little 1963. Eurypon clavatella ingår i släktet Eurypon och familjen Raspailiidae. Inga underarter finns listade i Catalogue of Life.